# Campeonato Uruguayo de Primera División 2006-07
El Campeonato Uruguayo 2006-07 fue el 103° torneo de primera división del fútbol uruguayo organizado por la AUF, correspondiente al año 2007. estuvo integrado por 16 equipos profesionales, 14 capitalinos y 2 del interior (Tacuarembó y Rocha). Fue el campeonato con menor cantidad de equipos del interior desde que estos ingresaron al Campeonato Uruguayo. Lo contrario pasó en la segunda división donde los equipos capitalinos y del interior llegaron a tener casi una paridad.
El Campeonato comenzó el 19 de agosto de 2006 y finalizó el 17 de mayo de 2007. Danubio -dirigido técnicamente por Gustavo Matosas- se consagró campeón uruguayo al obtener tanto el Torneo Apertura 2006 como el Clausura 2007.

## Sistema de disputa
El campeonato estuvo dividido en dos etapas: Apertura y Clausura, las cuales se desarrollaron durante el semestre final del 2006 y el primero de 2007 respectivamente.
En caso de que el campeón del Torneo Apertura y Clausura resulte ser el mismo equipo, éste será consagrado campeón de la Temporada 2006-07. De no ser así, se disputará una semifinal entre los dos equipos ganadores de los respectivos torneos. El ganador de la semifinal jugará una final decisiva contra el ganador de la Tabla Anual. De resultar el ganador de la Anual el mismo equipo que el ganador de la semifinal, éste se consagrará campeón uruguayo.
Quien resulte campeón obtendrá la clasificación directa a la segunda fase (de grupos) de la Copa Libertadores 2008.
Los restantes clasificados tanto para la Copa Libertadores como para la Copa Sudamericana 2007 se decidirán mediante la disputa de un tercer torneo a mediados de 2007, la Liguilla Pre-Libertadores. En él participarán los seis equipos con mejor puntaje en la Tabla Anual.

## Desarrollo

### Torneo Apertura
| Puesto | Equipo               | Pts | PJ | PG | PE | PP | GF | GC | Dif |
| ------ | -------------------- | --- | -- | -- | -- | -- | -- | -- | --- |
| 1°     | Danubio              | 34  | 15 | 11 | 1  | 3  | 36 | 17 | 19  |
| 2°     | Peñarol              | 32  | 15 | 10 | 2  | 3  | 30 | 18 | 12  |
| 3°     | Defensor Sporting    | 31  | 15 | 9  | 4  | 2  | 28 | 13 | 15  |
| 4°     | Bella Vista          | 31  | 15 | 10 | 1  | 4  | 25 | 15 | 10  |
| 5°     | Nacional             | 27  | 15 | 8  | 3  | 4  | 28 | 22 | 6   |
| 6°     | Montevideo Wanderers | 27  | 15 | 8  | 3  | 4  | 22 | 18 | 4   |
| 7°     | Liverpool            | 22  | 15 | 6  | 4  | 5  | 24 | 20 | 4   |
| 8°     | Central Español      | 22  | 15 | 7  | 1  | 7  | 21 | 25 | -4  |
| 9°     | Tacuarembó           | 16  | 15 | 4  | 4  | 7  | 15 | 18 | -3  |
| 10°    | Rocha                | 15  | 15 | 4  | 3  | 8  | 15 | 21 | -6  |
| 11°    | River Plate          | 15  | 15 | 4  | 3  | 8  | 15 | 25 | -10 |
| 12°    | Miramar Misiones     | 14  | 15 | 3  | 5  | 7  | 17 | 26 | -9  |
| 13°    | Cerrito              | 13  | 15 | 4  | 4  | 7  | 16 | 21 | -5  |
| 14°    | Progreso             | 13  | 15 | 3  | 4  | 8  | 16 | 31 | -15 |
| 15°    | Rampla Juniors       | 12  | 15 | 3  | 3  | 9  | 15 | 23 | -8  |
| 16°    | Rentistas            | 8   | 15 | 1  | 5  | 9  | 13 | 23 | -10 |

|  | Ganador del Torneo Apertura. |

### Torneo Clausura
| Puesto | Equipo               | Pts | PJ | PG | PE | PP | GF | GC | Dif |
| ------ | -------------------- | --- | -- | -- | -- | -- | -- | -- | --- |
| 1°     | Danubio              | 32  | 15 | 10 | 2  | 3  | 26 | 10 | 16  |
| 1°     | Peñarol              | 32  | 15 | 9  | 5  | 1  | 34 | 20 | 14  |
| 3°     | Defensor Sporting    | 28  | 15 | 8  | 4  | 3  | 29 | 19 | 10  |
| 4°     | Montevideo Wanderers | 26  | 15 | 8  | 2  | 5  | 31 | 21 | 10  |
| 5°     | River Plate          | 21  | 15 | 5  | 6  | 4  | 26 | 22 | 4   |
| 6°     | Tacuarembó           | 20  | 15 | 4  | 8  | 3  | 25 | 21 | 4   |
| 7°     | Bella Vista          | 20  | 15 | 6  | 2  | 7  | 23 | 23 | 0   |
| 8°     | Liverpool            | 20  | 15 | 6  | 2  | 7  | 23 | 24 | -1  |
| 9°     | Miramar Misiones     | 20  | 15 | 6  | 2  | 7  | 19 | 20 | -1  |
| 10°    | Rampla Juniors       | 20  | 15 | 5  | 5  | 5  | 20 | 24 | -4  |
| 11°    | Progreso             | 18  | 15 | 4  | 6  | 5  | 22 | 21 | 1   |
| 12°    | Nacional             | 18  | 15 | 5  | 3  | 7  | 14 | 22 | -8  |
| 13°    | Rentistas            | 16  | 15 | 4  | 4  | 7  | 20 | 28 | -8  |
| 14°    | Rocha                | 16  | 15 | 5  | 1  | 9  | 9  | 23 | -14 |
| 15°    | Central Español      | 12  | 15 | 3  | 3  | 9  | 10 | 23 | -13 |
| 16°    | Cerrito              | 11  | 15 | 2  | 5  | 8  | 17 | 27 | -10 |

|  | Desempate para determinar el ganador del Clausura. |

#### Desempate
| 17 de mayo de 2007 | Peñarol          | 1:1 (0:0) | Danubio    | Estadio Centenario, Montevideo |                             |
|                    | Arévalo Ríos 65' |           | Ricard 81' | Árbitro(s): Jorge Larrionda    | Árbitro(s): Jorge Larrionda |

| Definición por penales |  |     |  |          |
| Silvio Mendes          |  | 1:1 |  | González |
| Mozzo                  |  | 2:1 |  | Lima     |
| Diego Rodríguez        |  | 2:2 |  | Viera    |
| Serafín García         |  | 2:2 |  | Gargano  |
| Franco                 |  | 3:3 |  | Mena     |
| Sergio Pérez           |  | 3:4 |  | Conde    |

### Definición del campeonato
Dado que Danubio ganó ambos torneos cortos, es innecesario disputar instancias de definición según estipula el reglamento. Danubio se consagra por tercera vez en su historia Campeón Uruguayo.
|                                              |
| Uruguay                                      |
| Campeón Uruguayo 2006-07 Danubio 3.er título |

## Tabla Anual
| Puesto | Equipo               | Pts | PJ | PG | PE | PP | GF | GC | Dif |
| ------ | -------------------- | --- | -- | -- | -- | -- | -- | -- | --- |
| 1°     | Danubio              | 66  | 30 | 21 | 3  | 6  | 62 | 27 | 35  |
| 2°     | Peñarol              | 64  | 30 | 19 | 7  | 4  | 64 | 38 | 26  |
| 3°     | Defensor Sporting    | 59  | 30 | 17 | 8  | 5  | 57 | 32 | 25  |
| 4°     | Montevideo Wanderers | 53  | 30 | 16 | 5  | 9  | 53 | 39 | 14  |
| 5°     | Bella Vista          | 51  | 30 | 16 | 3  | 11 | 48 | 38 | 10  |
| 6°     | Nacional             | 45  | 30 | 13 | 6  | 11 | 42 | 44 | -2  |
| 7°     | Liverpool            | 42  | 30 | 12 | 6  | 12 | 47 | 44 | 3   |
| 8°     | Tacuarembó           | 36  | 30 | 8  | 12 | 10 | 40 | 39 | 1   |
| 9°     | River Plate          | 36  | 30 | 9  | 9  | 12 | 41 | 47 | -6  |
| 10°    | Miramar Misiones     | 34  | 30 | 9  | 7  | 14 | 36 | 46 | -10 |
| 11°    | Central Español      | 34  | 30 | 10 | 4  | 16 | 31 | 48 | -17 |
| 12°    | Rampla Juniors       | 32  | 30 | 8  | 8  | 14 | 35 | 47 | -12 |
| 13°    | Progreso             | 31  | 30 | 7  | 10 | 13 | 38 | 52 | -14 |
| 13°    | Rocha                | 31  | 30 | 9  | 4  | 17 | 24 | 44 | -20 |
| 15°    | Cerrito              | 24  | 30 | 6  | 9  | 15 | 33 | 48 | -15 |
| 16°    | Rentistas            | 24  | 30 | 5  | 9  | 16 | 33 | 51 | -18 |

|  | Clasifica a la Liguilla.                      |
|  | Desempate para determinar el tercer descenso. |
|  | Desciende a Segunda División.                 |

### Desempate
| 20 de mayo de 2007 | Rocha | 0:2 (0:0) | Progreso                             | Municipal Dr. Mario Sobrero, Rocha |  |
|                    |       |           | Julio Ramírez 47' · Néstor Silva 66' |                                    |  |

| 27 de mayo de 2007 | Progreso                                     | 3:0 (0:0) | Rocha | Abraham Paladino, Montevideo |  |
|                    | Martín Crossa 61', 78' · Mathías Riquero 70' |           |       |                              |  |

Descendió Rocha a la Segunda división junto con Cerrito y Rentistas.

## Clasificación a torneos continentales
Danubio ya se encontraba clasificado a la Copa Libertadores 2008 por haber ganado el campeonato uruguayo, sin embargo tuvo la chance de clasificar además a la Copa Sudamericana 2007 en el caso de ubicarse entre los cuatro primeros de la Liguilla.

### Liguilla Pre-Libertadores
| Puesto | Equipo               | Pts | PJ | PG | PE | PP | GF | GC | Dif |
| ------ | -------------------- | --- | -- | -- | -- | -- | -- | -- | --- |
| 1°     | Nacional             | 12  | 5  | 4  | 0  | 1  | 10 | 5  | 5   |
| 2°     | Montevideo Wanderers | 10  | 5  | 3  | 1  | 1  | 12 | 9  | 3   |
| 3°     | Danubio              | 10  | 5  | 3  | 1  | 1  | 5  | 3  | 2   |
| 4°     | Defensor Sporting    | 7   | 5  | 2  | 1  | 2  | 3  | 3  | 0   |
| 5°     | Peñarol              | 2   | 5  | 0  | 2  | 3  | 3  | 6  | -3  |
| 6°     | Bella Vista          | 1   | 5  | 0  | 1  | 4  | 4  | 11 | -7  |

|  | Clasifica a la Copa Libertadores 2008 (fase de grupos). |
|  | Clasifica a la Copa Libertadores 2008 (primera fase).   |
|  | Clasifica a la Copa Sudamericana 2007.                  |

| Uruguay                                       |
| Campeón Liguilla 2006-07 Nacional 7.mo título |

### Equipos clasificados

#### Copa Libertadores 2008
|   | Equipo               | Clasificado como                 |
| - | -------------------- | -------------------------------- |
| 1 | Danubio              | Campeón Primera División 2006-07 |
| 2 | Nacional             | Campeón Liguilla 2006-07         |
| 3 | Montevideo Wanderers | 2° puesto en la Liguilla 2006-07 |

#### Copa Sudamericana 2007
|   | Equipo            | Clasificado como                 |
| - | ----------------- | -------------------------------- |
| 1 | Danubio           | 3° puesto en la Liguilla 2006-07 |
| 2 | Defensor Sporting | 4° puesto en la Liguilla 2006-07 |

## Goleadores
| Jugador          | Equipo               | Goles |
| ---------------- | -------------------- | ----- |
| Aldo Díaz        | Tacuarembó           | 15    |
| Manuel Abreu     | Liverpool            | 14    |
| Ignacio González | Danubio              | 13    |
| Nicolás Vigneri  | Peñarol              | 13    |
| Néstor Silva     | Progreso             | 12    |
| Miguel Ximénez   | Montevideo Wanderers | 12    |
| Christian Stuani | Bella Vista          | 12    |